# A.B.C-Z 2018 Love Battle Tour
『A.B.C-Z 2018 Love Battle Tour』（エー.ビー.シー-ズィー 2018 ラブ バトル ツアー）は、2019年1月30日にポニー・キャニオンから発売されたA.B.C-Zの11枚目の舞台・コンサート映像作品。
初回限定盤(Blu-ray Disc 2枚組)、初回限定盤(DVD 2枚組)と通常盤(Blu-ray Disc 2枚組)、通常盤(DVD 2枚組)の4形態リリース。
国際フォーラム公演をほぼノーカット収録している。
2019年1月8日横浜アリーナでの追加公演は「Black Sugar」初回限定盤Bにダイジェスト版を収録している。

## 収録内容
本編収録内容は初回・通常共に同じである。
1. Overture
2. 花言葉
3. Rock with U
4. テレパシーOne! Two!
5. ずっとLOVE
6. Burn ハート
7. Steal Your Lips
8. Like A Blow
9. ペルソナゲーム
10. Get up! - 橋本良亮・五関晃一
11. リメンバー
12. A.B.C-Z LOVE
13. DESTRUCTION!!
14. MC
15. JOYしたいキモチ
16. 街角
17. ツカズハナレズ・明日の為に僕がいる
18. Daybreaker
19. A.B.C-Z
20. 誰のものでもないこの道を
21. 好きなんだ・・・ - 戸塚祥太・河合郁人・塚田僚一
22. ONE MORE KISS
23. はらはらひらふる
24. トリプルラッキー!!!
25. Future Light
26. Za ABC〜5stars〜
27. Moonlight walker
28. 終電を超えて〜Christmas Night
29. Forget How To Forget
30. 忘年会！BOU！NEN！KAI！
31. Freedom～溢れ出す想い～
32. Reboot!!!
33. JOYしたいキモチ

## 特典

### 初回限定盤

#### 映像
1. マルチアングル（各メンバーソロアングル）
  - Rock with U
  - Burn ハート
  - 誰のものでもないこの道を
2. メロディ先生のLove Lesson SPダイジェスト〜全国11ヶ所21公演完全収録〜

#### 付録
1. スペシャルフォトブック(32P)
2. オリジナルポストカード6枚セット (ソロ5種＋集合1種)
3. 初回限定豪華ジャケットケース
4. 結成10周年記念 スペシャルキャンペーンカード

### 通常盤

#### 映像
1. Document Movie of A.B.C-Z 2018 Love Battle Tour

#### 付録
1. 結成10周年記念 スペシャルキャンペーンカード